# Alain Besson
Pour les articles homonymes, voir Besson.
Pas d'image ? Cliquez ici

a Compétitions nationales et continentales officielles uniquement.

Alain Besson, né le 21 mars 1943 à Saint-Astier et mort le 9 décembre 2022 à Saint-Yzan-de-Soudiac, est un ancien joueur français de rugby à XV. 

## Biographie
Masseur-kinésithérapeute, Alain Besson mesure 1,69 m pour 69 kg et son poste de prédilection est trois-quarts aile. C’est le neveu des frères Claude et Pierre Besson.
En 1967, il est finaliste du Championnat de France avec le CA Bègles.

## Carrière

### Clubs successifs
- CA Périgueux
- CA Bègles
- UA Libourne
- SA Montpon
- Saint-Astier

## Palmarès

### En club
- Coupe de l'avenir, Comité du Périgord Agenais, 1961-1962
- Finaliste du Championnat de France 1967 avec le CA Bègles